# 五緯
五緯，亦稱五星，是中國將熒惑星、辰星、歲星、太白星、鎮星這五顆古典行星合起來的稱呼，它們與五行分別對應火星、水星、木星、金星、土星。
五星與日、月合稱七政。
在中國古代占星學上，五星與五常、五方、五獸、五色、五行、五事、五嚴、五社、五藏等等均分別一一對應。